# John Fitz-Patrick
Pour les articles homonymes, voir Fitzpatrick.
John Fitz-Patrick né à Newark-on-Trent le 3 novembre 1847 et mort à Montevideo le 2 novembre 1928 est un photographe uruguayen,.

Œuvres de John Fitz-Patrick
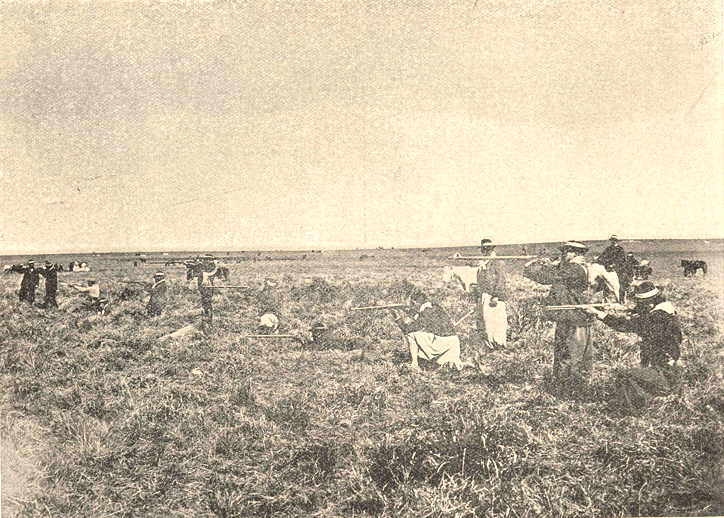
Guérillas des forces nationalistes lors de la révolution de 1897 en Uruguay (1897).
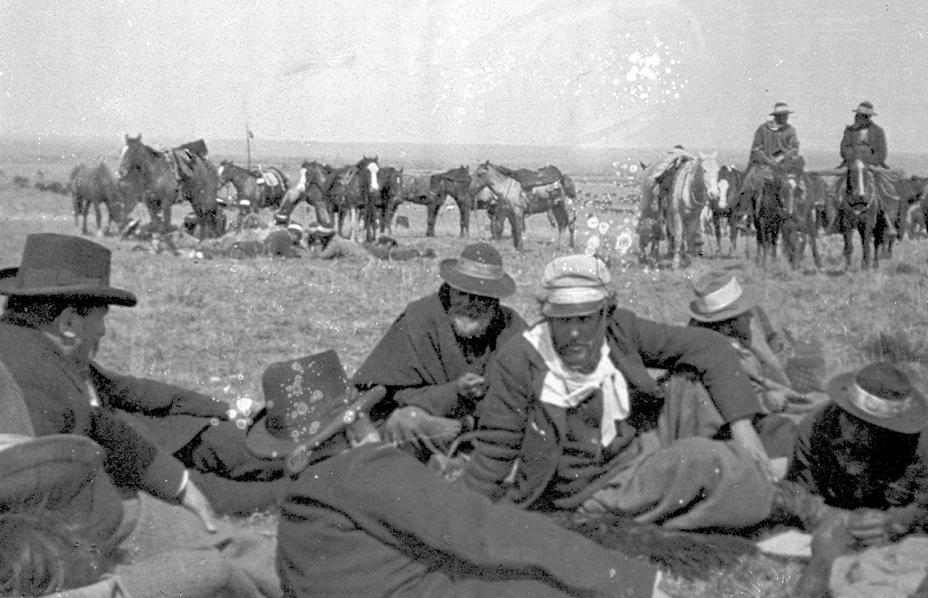
Dirigeants révolutionnaires blancs attendant les négociateurs du gouvernement pendant la révolution blanche de 1897 (1897).
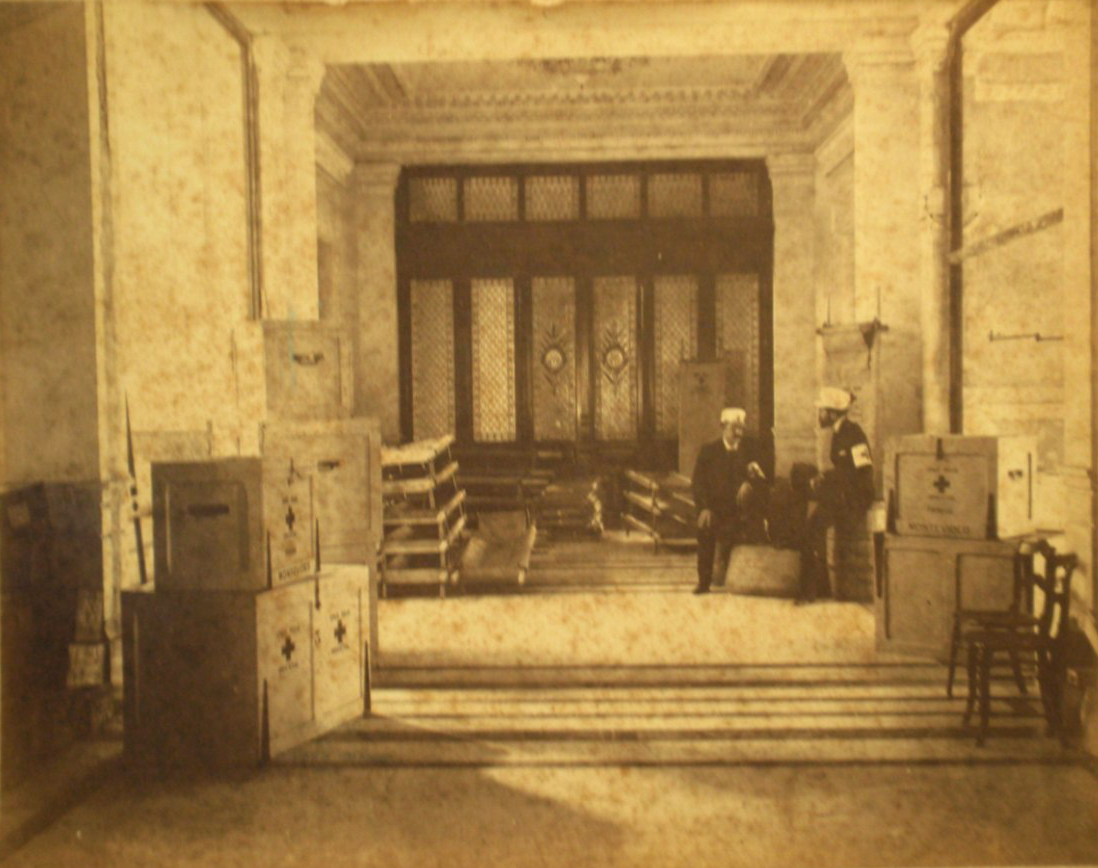
Membres de la Croix-Rouge de l'Est pendant la révolution Saravista de 1897 (1897).
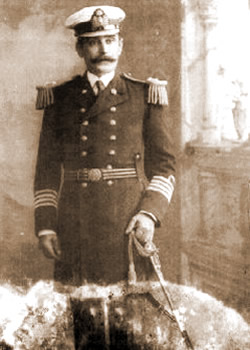
Joaquín Ferreira y Acevedo (vers 1915).
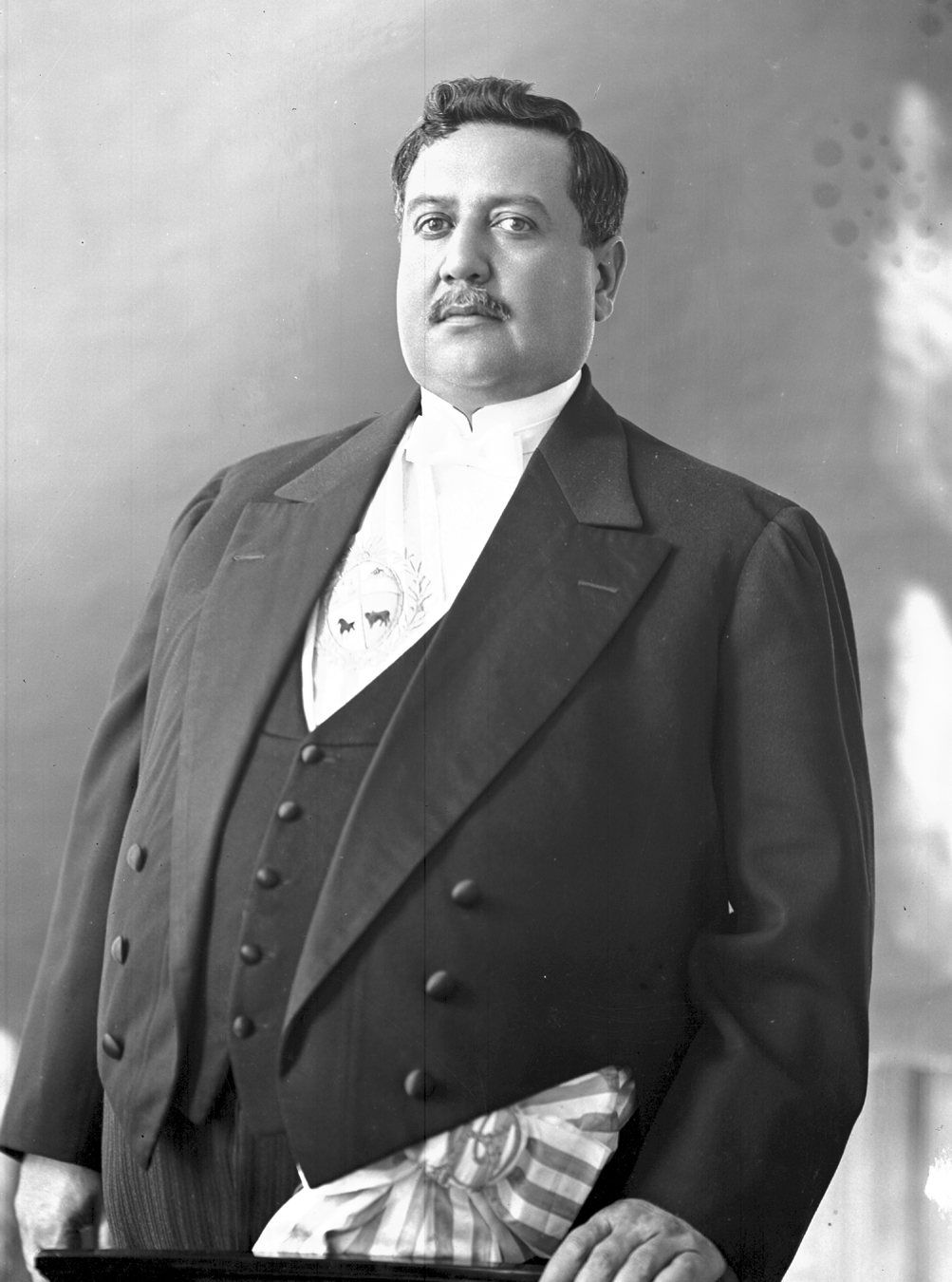
Feliciano Viera (vers 1920).